# برت بووری
برت بووری (انگلیسی: Bert Bowery؛ زادهٔ ۲۹ اکتبر ۱۹۵۴) بازیکن فوتبال اهل بریتانیا است.
از باشگاه‌هایی که در آن بازی کرده‌است می‌توان به باشگاه فوتبال لینکولن سیتی، باشگاه فوتبال ناتینگهام فارست، باشگاه فوتبال لانگ ایتون یونایتد، و باشگاه فوتبال وورکساپ تاون اشاره کرد.